# Wyspy Cooka na letnich igrzyskach olimpijskich
Reprezentanci Wysp Cooka występują na letnich igrzyskach olimpijskich nieprzerwanie od 1988 roku, zadebiutowali wtedy podczas igrzysk w Seulu. Wystartowało w nich 7 zawodników w trzech dyscyplinach. Najmniejszy skład reprezentacji wystartował cztery lata później w Barcelonie oraz w Sydney, gdzie wystartowało zalewie dwie osoby.
Organizacją udziału reprezentacji Wysp Cooka w igrzyskach olimpijskich, a także upowszechnianiem idei olimpijskiej i promocją sportu zajmuje się Cook Islands Sports and National Olympic Committee.

## Klasyfikacja medalowa
| Miejsce             |   |   |   | Razem |
| ------------------- | - | - | - | ----- |
| 1988 Seul           | 0 | 0 | 0 | 0     |
| 1992 Barcelona      | 0 | 0 | 0 | 0     |
| 1996 Atlanta        | 0 | 0 | 0 | 0     |
| 2000 Sydney         | 0 | 0 | 0 | 0     |
| 2004 Ateny          | 0 | 0 | 0 | 0     |
| 2008 Pekin          | 0 | 0 | 0 | 0     |
| 2012 Londyn         | 0 | 0 | 0 | 0     |
| 2016 Rio de Janeiro | 0 | 0 | 0 | 0     |
| 2020 Tokio          | 0 | 0 | 0 | 0     |

## Medaliści letnich igrzysk olimpijskich pochodzący z Wysp Cooka

### Złote medale
Brak

### Srebrne medale
Brak

### Brązowe medale
Brak